# Dacus fletcheri
Dacus fletcheri är en tvåvingeart som beskrevs av Drew och Romig 2007. Dacus fletcheri ingår i släktet Dacus och familjen borrflugor.
Artens utbredningsområde är Bhutan. Inga underarter finns listade i Catalogue of Life.